# Coryneum castaneicola
Coryneum castaneicola är en svampart som beskrevs av Berk. & M.A. Curtis 1874. Coryneum castaneicola ingår i släktet Coryneum och familjen Pseudovalsaceae.   Inga underarter finns listade i Catalogue of Life.